# 本部半島
26°40′00″N 127°56′00″E / 26.66667°N 127.93333°E
本部半島（日语：／ Motobu hantō */?、琉球語：／  * / ?）是位於日本沖繩島北部至東中國海突出的一個半島。本部半島被南部的名護灣、北部的羽地內海挾在內，為一個向西北方向伸出的半島。幅約4公里至7公里，長約12公里。多為山地，平原部份較少。最高點為八重岳，標高453公尺。
本部半島內的行政區劃包括本部町和今歸仁村，以及名護市的一部份。河流有大井川、鹽川、志慶真川、西屋部川、滿名川、屋部川。周圍的島嶼有伊江島、古宇利島、瀨底島、水納島。